# Franska ostar

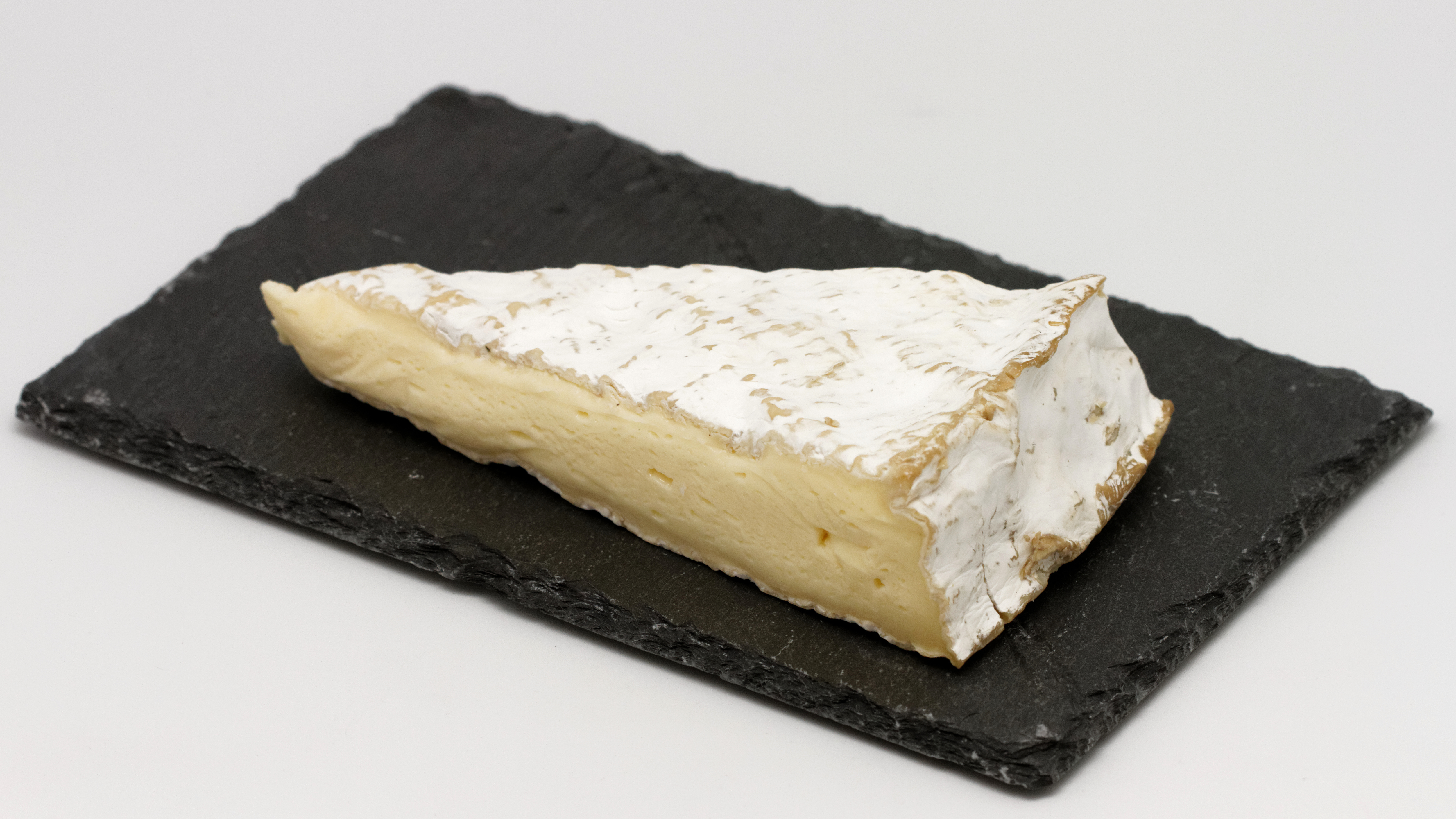
Brie de Meaux

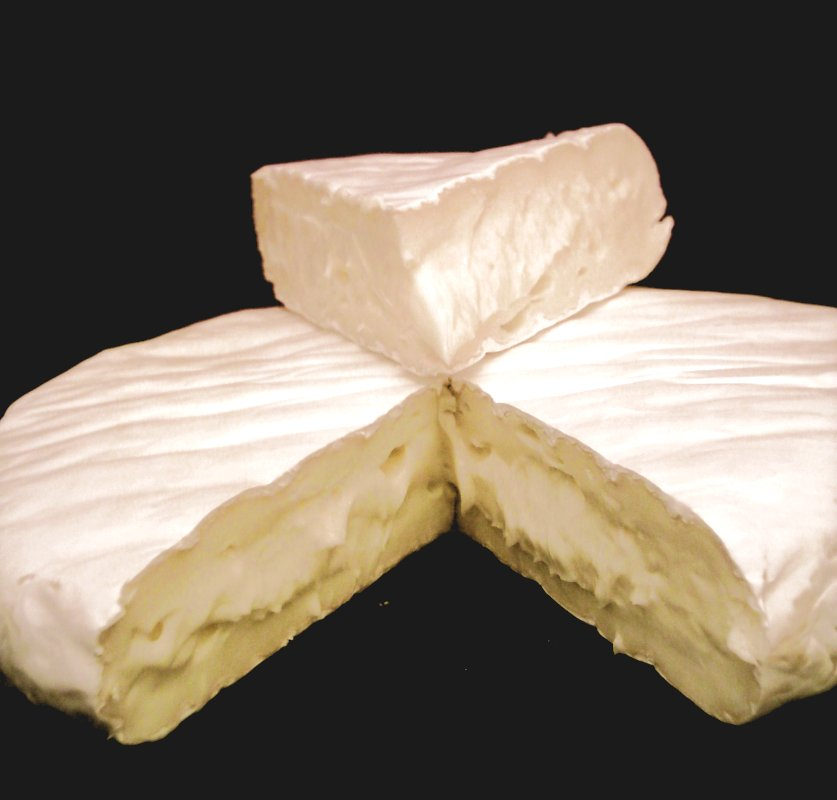
Camembert

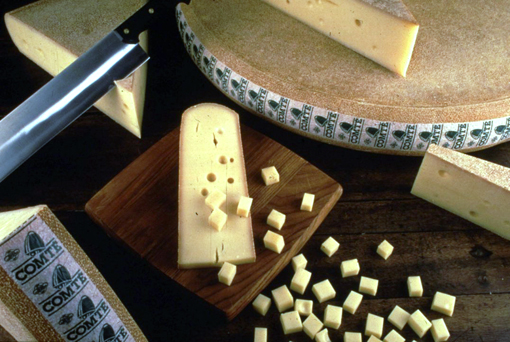
Meule de Comté

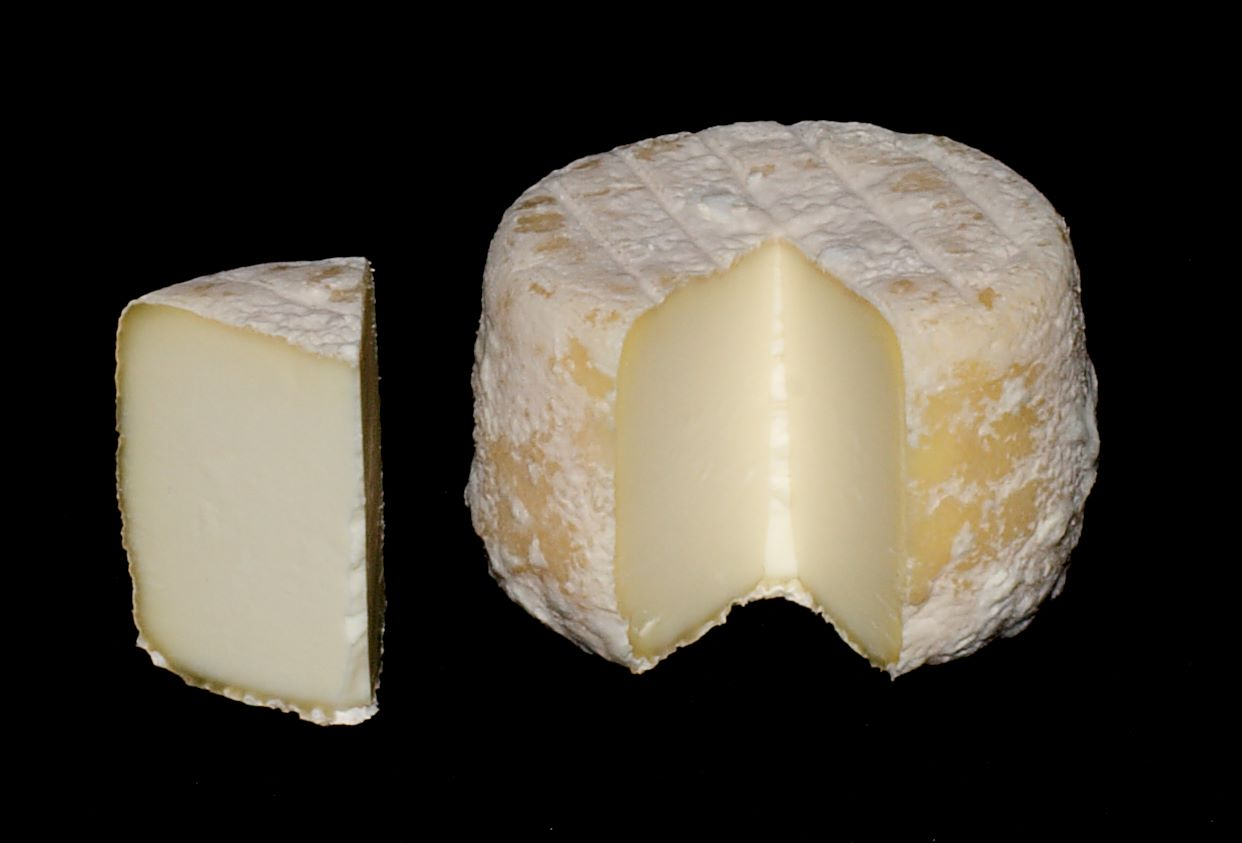
Crottin de Chavignol

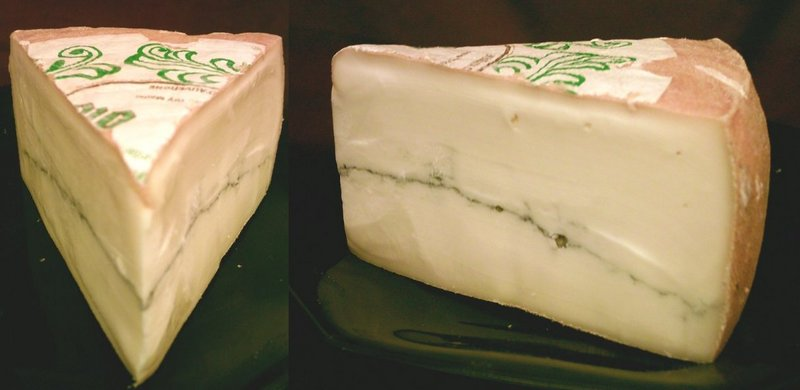
Morbier

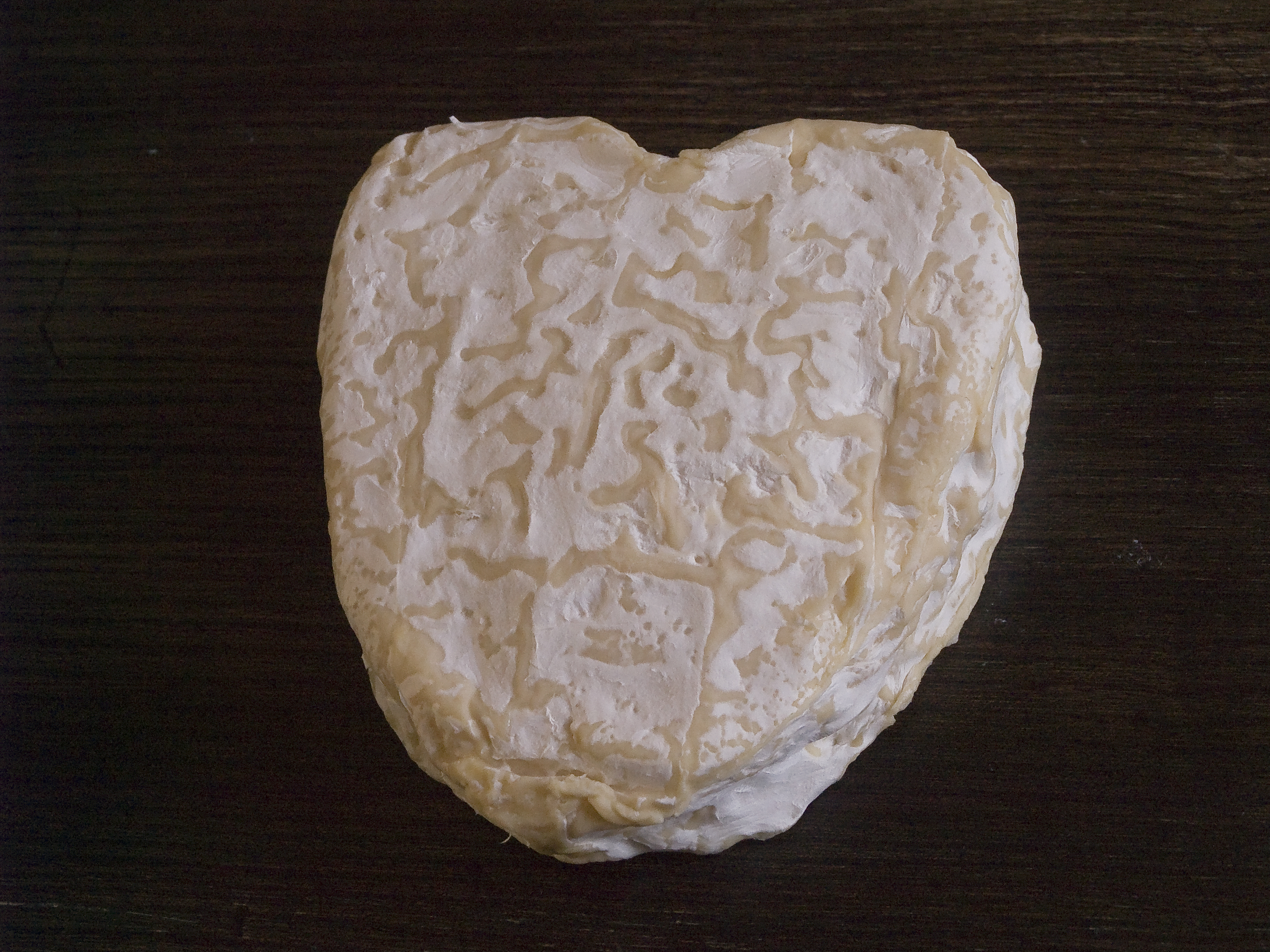
Neufchâtel

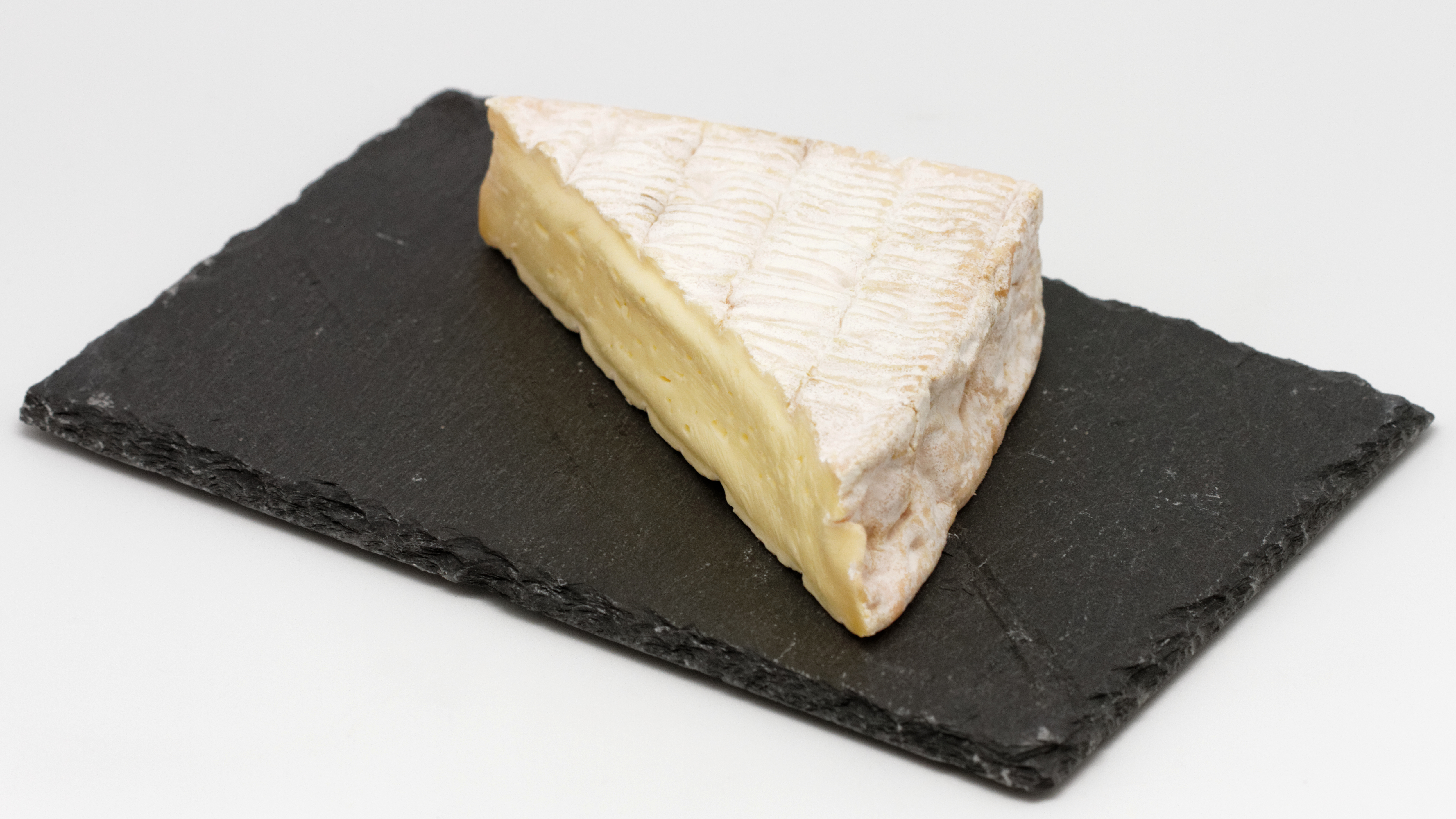
Petit pont-l'évêque

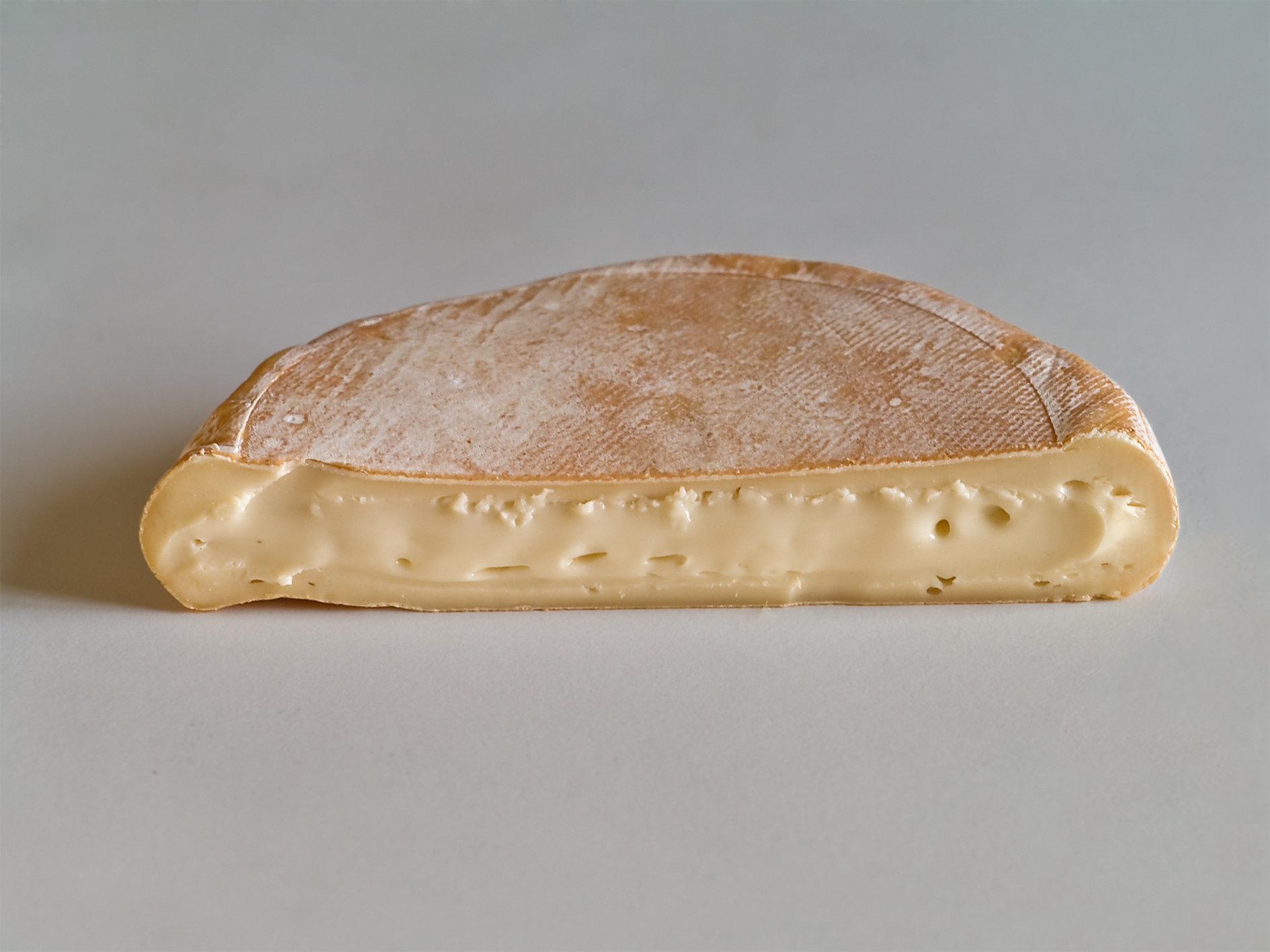
Reblochon

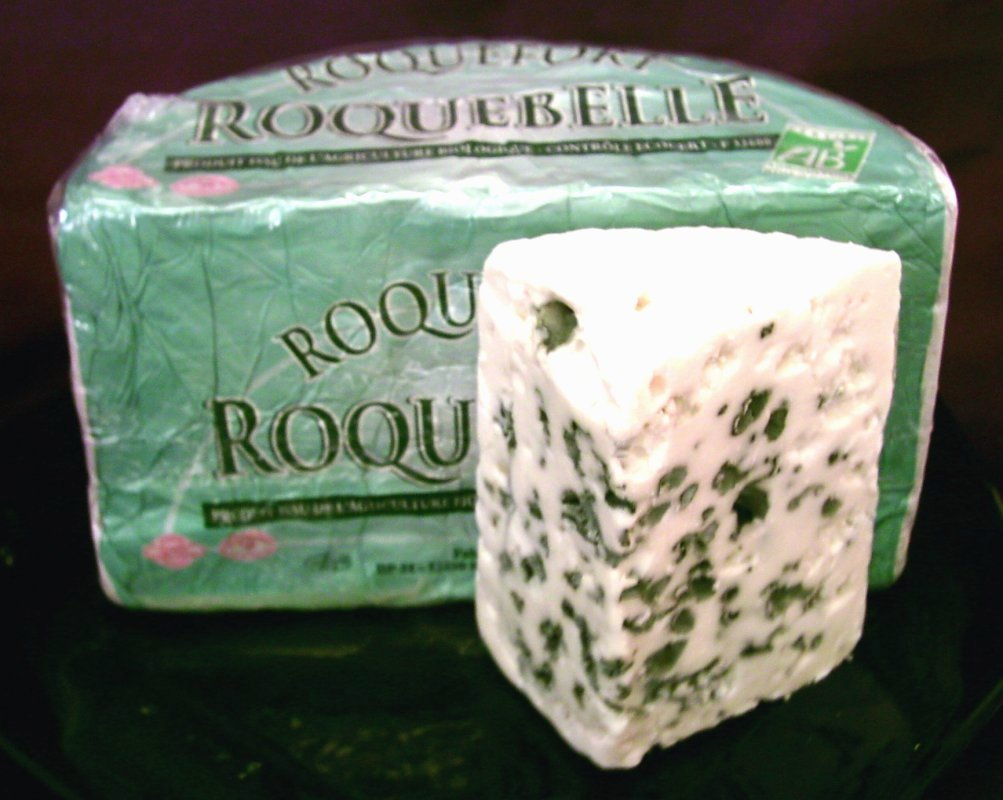
Roquefort

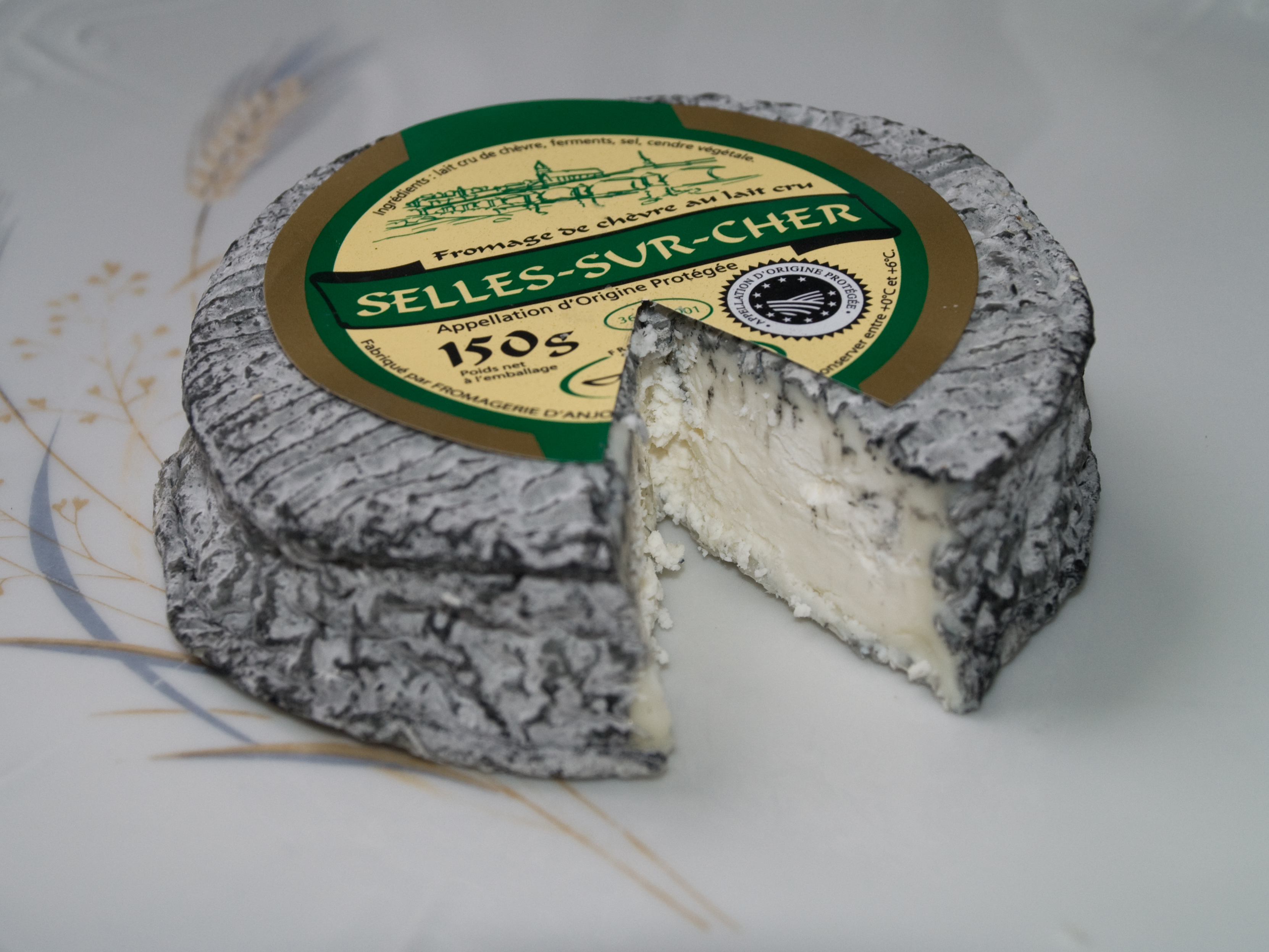
Selles-sur-cher

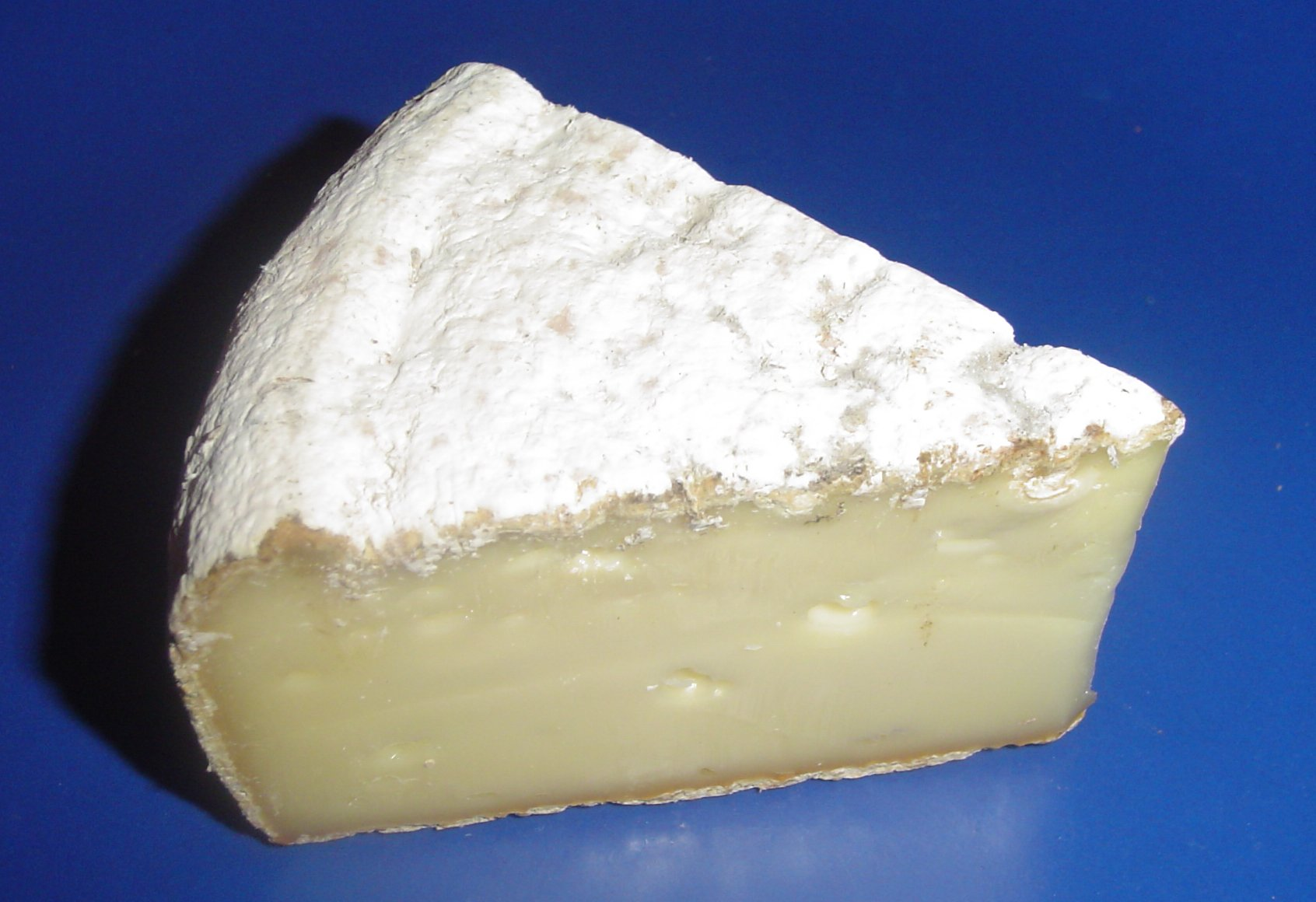
Tomme de Savoie

Detta är en lista över franska ostar som är AOC-märkta (Appellation d'Origine Contrôlée) det vill säga märkta med sitt ursprungsområde i Frankrike.
- Abondance
- Beaufort
- Bleu d'Auvergne (AOC, Auvergne)
- Bleu des Causses
- Bleu du Haut-Jura, även känd under namnen Bleu de Gex och Bleu de Septmoncel
- Bleu du Sassenage, även känd under namnen Bleu de Bleu du Vercors-Sassenage och Bleu de Bleu du Vercors
- Brie de Meaux
- Brie de Melun
- Broccio, på korsikanska Brocciu
- Cantal, även Fourme de Cantal eller, för en mindre variant, Cantalet
- Camembert de Normandie
- Chabichou du Poitou
- Chaource
- Chevrotin
- Comté
- Crottin de Chavignol eller Chavignol
- Emmental de Savoie
- Emmental français est-central
- Époisses de Bourgogne
- Fourme d'Ambert eller Fourme de Montbrison (AOC, Auvergne)
- Laguiole
- Langres
- Livarot
- Maroilles eller Marolles
- Mont d'or eller Vacherin du Haut-Doubs
- Morbier
- Munster eller Munster-Géromé
- Neufchâtel
- Ossau-lraty
- Pélardon
- Picodon de l'Ardèche eller Picodon de la Drôme
- Pont-l'Évêque
- Pouligny-Saint-Pierre
- Reblochon eller Reblochon de Savoie
- Rocamadour
- Roquefort
- Saint-Nectaire (AOC, Auvergne)
- Sainte-Maure de Touraine
- Saint Agur Blue
- Salers (AOC, Auvergne)
- Selles-sur-Cher (ost)
- Tomme de Savoie
- Tomme des Pyrénées
- Valençay

Franska ostar med skyddad ursprungsbeteckning (IGP, Indication Géographique Protegée).
- Cancoillotte
- Gruyère (Gruyère France IGP)

## Lista över övriga franska ostar
- Banon
- Bleu de Bresse
- Boursin
- Brillat-Savarin
- Broccio Passu
- Cabecou
- Carré de l'Est
- Chaumes
- Coeur de Neufchatel
- Coulommiers
- Gaperon
- Mimolette
- Olivet Cendré
- Port Salut
- Raclette
- Rigotte de Condrieu
- Roue de Brie
- Saint-André
- Saint-Félicien
- Saint-Marcellin
- Tome des Bauges
- Tomme au Fenouil
- Tomme Boudane
- Tomme Butone
- Tomme du Revard
- Vacherin Mont-d'Or
- Vieux-Boulogne